# Șcerbani, Voznesensk
Șerbani (în ucraineană Щербані, în română Șerbani) este localitatea de reședință a comunei Șcerbani din raionul Voznesensk, regiunea Mîkolaiiv, Ucraina în trecut a fost un sat majoritar moldovenesc, asimilat în prezent.

## Demografie
Componența lingvistică a localității Șcerbani
     Ucraineană (93,57%)
     Română (3,4%)
     Rusă (2,83%)
Conform recensământului din 2001, majoritatea populației localității Șcerbani era vorbitoare de ucraineană (93,57%), existând în minoritate și vorbitori de română (3,4%) și rusă (2,83%).